# Henrique II de Lovaina
Henrique II de Lovaina (1020 — Mosteiro de Santa Gertrudes, Nivelles 1078) foi Conde de Lovaina e de Bruxelas de 1054 à 1078.
Pouco se sabe sobre Henrique de Lovaina, sabe-se no entanto que deu o seu apoio em 1071 Riquilda de Hainaut contra Roberto I da Flandres (1035 — 12 de Outubro de 1093) "o Frísio", conde da Flandres. Além disso, sua filha, Ida de Lovaina, casou-se mais tarde, o segundo filho de Riquilda, Balduíno II de Hainaut, que foi conde de Hainaut.
O facto de ser filho de Uda da Lorena, fez que fossem seus tios maternos Papa Estêvão X e Godofredo de Bulhão, duque da Lorena.

## Relações familiares
Foi filho de Lamberto II de Lovaina, Conde da Lovaina e de Bruxelas e de Uda da Lorena. Casou com Adela de Batávia, filha de Eberardo de Batávia, conde da Batávia, de quem teve:
1. Henrique III de Lovaina, casou com Gertrudes da Flandres (1080 — 1117), filha de Roberto I da Flandres "o Frísio" e de Gertrude da Saxónia[5].
2. Godofredo I de Brabante, conde de Brabante, casou duas vezes, a primeira com Ida de Chiny e de Namur e a segunda Clemencia da Borgonha[5].
3. Adalbero de Lovaina, bispo de Liège[5].
4. Ida de Lovaina (1060 —?) Casada com Balduíno II de Hainaut[1], conde de Hainaut[5].